# Rhamnus granulosa
Rhamnus granulosa är en brakvedsväxtart som först beskrevs av Hipólito Ruiz López och Pav., och fick sitt nu gällande namn av Weberbauer och M. Johnston. Rhamnus granulosa ingår i släktet getaplar, och familjen brakvedsväxter. Inga underarter finns listade i Catalogue of Life.